# Kamni Bobrovye
Kamni Bobrovye (in russo Камни Бобровые? in inglese Sea Otter Rocks; in italiano "scogli dei castori") sono un gruppo di scogli che fanno parte delle isole del Commodoro, si trovano vicino alla punta nord dell'isola Mednyj.
Amministrativamente appartengono all'Aleutskij rajon del Krai di Kamčatka, in Russia. Le isole del Commodoro sono la parte più orientale dell'arcipelago delle Aleutine.